# Bitwa w Sundzie (1362)
Bitwa w Sundzie – starcie zbrojne, które miało miejsce 18 lipca 1362 roku w trakcie I wojny duńsko-hanzeatyckiej.

## Podłoże
Zdobycie 31 lipca 1361 roku Visby przez króla Danii, Waldemara IV, a tym samym opanowanie Gotlandii i Olandii, boleśnie odczuła Hanza, która postanowiła podjąć działania odwetowe. 15 sierpnia zwołano w Greifswaldzie ogólny zjazd miast hanzeatyckich, zaproszono ponadto króla Szwecji, Magnusa II i Norwegii, Haakona VI. 9 września miasta hanzeatyckie podpisały traktat zaczepno-odporny z oboma monarchami. Na wyprawę przeciw Danii Hanza miała wystawić 50 okrętów i 2 700 zbrojnych, zaś królowie 2 000 konnego rycerstwa i jakieś oddziały piesze. Rozpoczęcie działań planowano na jesień 1361 roku, ale ostatecznie przełożono je na wiosnę 1362.

## Przebieg działań
W maju 1362 flota Hanzy, licząca 24 kogi, 19 sznik i 10 szkut, na pokładach których znalazło się 2 730 wojsk zaciężnych pod wodzą hrabiego Holsztynu, Henryka II Żelaznego, wyruszyła w morze. Król duński Waldemar Atterdag bacznie śledził rozwój wypadków i postanowił, że na początku zmagań bronić się będą załogi zamków, zaś siły główne oczekiwać będą na dogodny moment do ataku.
Flota, której wodzem był burmistrz Lubeki Johann Wittenborg, bez przeszkód wysadziła desant na Zelandii. Wojska obległy Kopenhagę, która dość szybko została zdobyta, po czym przeprawiły się do Skanii, gdzie miały połączyć się z siłami szwedzko-norweskimi. Jednak wojska sojusznicze spóźniały się. W tej sytuacji Wittenborg nakazał rozpoczęcie uderzenia na miasto portowe Helsingborg, które – zgodnie z umową – po zwycięskiej kampanii miało przypaść Hanzie.
Miasto okazało się znacznie lepiej przygotowane do obrony, niż Kopenhaga. Sprzymierzeńców nadal nie było widać, więc do szturmów rzucano nie tylko piechotę, ale nawet załogi okrętów blokujących port od strony morza. W takich momentach na pokładach zostawało po kilku zaledwie ludzi. Całkowita bierność floty duńskiej uśpiła czujność hanzeatyckiego dowództwa.
Dnia 18 lipca w Sundzie pojawiła się niespodziewanie flota króla Waldemara i uderzyła na nieprzygotowanego do walki przeciwnika. Flota Hanzy została rozbita, w ręce Duńczyków wpadło 12 okrętów, a reszta rzuciła się do ucieczki. Zgodnie z przewidywaniami Waldemara pozbawienie armii inwazyjnej floty musiało zmienić sytuację również na lądzie. Po bitwie Hanza przystąpiła do rozmów z Danią, odstępując od oblężenia Helsingborga w zamian za zgodę na powrót wojsk lądowych bezpiecznie do Niemiec. Wittenborg w Lubece stanął przed sądem, który – za nieudolne dowodzenie i utratę okrętów – skazał go na ścięcie.